# Galba római császár
Servius Galba Imperator Caesar Augustus, általánosan elterjedt néven Galba császár, született Servius Sulpicius Galba (Tarracina, Kr. e. 3. december 24. – Róma, Kr. u. 69. január 15.) a Római Birodalom császára (68 októberétől haláláig), a négy császár évének első uralkodója volt.

## Származása, előmenetele
Galba Dél-Itália egy kisvárosában született a 22-ben consuli rangot viselő Caius Servius Galba és Mummia Achacia gyermekeként. Az előkelő Sulpicia gens tagja lévén a római arisztokrácia legfelsőbb köreiben fordult meg. Karrierje beindításában nagy szerepe volt Livia császárnénak, aki – miután fiával, Tiberiusszal konfliktusba keveredett – végrendeletében Galbára hagyta a legnagyobb vagyont, mintegy 50 millió sestertiust. Az uralkodó azonban csökkentette az összeget, és még ezt sem volt hajlandó kifizetni az ifjú politikusnak. Felesége, az előkelő Aemilia genshez tartozó Lepida két fiút szült neki, ám Galba családja minden tagját túlélte, és többé nem nősült újra – pedig állítólag még Nero édesanyja, a császári családhoz tartozó Agrippina megpróbált a kegyeibe férkőzni.
Politikai karrierjét csak hiányosan ismerjük. Suetonius feljegyezte róla, hogy praetorként kötélen járó elefántokat mutatott be a közönségnek. Később Aquitania helytartója, majd a 33-as év egyik consulja lett, ezt követően három új provinciában teljesített helyartói szolgálatot: Germania Superiorban, Africában (45) és Hispania Tarraconensisben (61–68). Előmenetele szépen alakult: ornamenta triumphalist kapott, és három papi tisztséget is ráruháztak. Galba fegyelmet tartott alárendeltjei között, és példaszerűen végezte el feladatát, ennek ellenére a rendkívül hosszú, 8 hispaniai év afféle hosszas száműzetéssel jelentett egyet számára, de legalább túlélte Nero tisztogatásait.

## A trón megszerzése
68 márciusában Caius Iulius Vindex vezetésével felkelés tört ki Gallia Lugdunensisben, amelyhez Galba nem csatlakozott, de nem is értesítette a császárt a szervezkedésről. Valószínűleg tisztában volt vele, hogy Nero már döntött a haláláról, amint Suetonius írja. Míg Germania Superior helytartója, Lucius Verginius Rufus leverte Vindexet, áprilisban Galba is fellázadt, amit májusban az africai helytartó, Lucius Clodius Macer is megtett. Galba tanácsot szervezett magának, és bár egyelőre nem imperatornak, hanem csak vir militarisnak nyilvánította magát, pénzt is veretett (felirataik: ROM RENASC / Újjászületett Róma, LIBERTAS RESTITUTA / Visszaállított Szabadság, SALUS GENERIS HUMANI / Az Emberiség Megmentése).
Galba nagy lehetősége Verginius lojalitásának köszönhetően jött el, ugyanis a Vindexet a teljes rajnai haderő élén leverő hadvezért sajátjai mellett a dunai legiók is szívesen látták volna uralkodóként. Ez pedig kétségkívül olyan támogatást jelentett volna neki, amivel szemben semmiféle riválisnak nem lehetett volna esélye. Így azonban Galba emberei megvásárolhatták maguknak a korrupt praefectus praetorio, Caius Nymphidius Sabinus támogatását. A testőrgárda felkelését látva június 8-án a senatus halálra ítélte az anyagyilkos Nerót, aki másnap öngyilkos lett.
Galba ennek hírére azonnal elkobozta a császár minden hispaniai vagyonát, és az eladásukból – illetve a 12 éve Lusitániában helytartóskodó Marcus Salvius Otho és a helyi lakosság hozzájárulásából – származó pénzből felszerelte saját legióját (Legio VII Gemina), majd elindulva felvette a Caesar nevet. Ezzel azt hangsúlyozta, hogy jogi értelemben is a Iulius–Claudius-dinasztia örökösének tekinti magát.
Közben Nymphidius követelésekkel lépett elő: életre szóló, meg nem osztandó praetorianus prefecturát kért magának, egyúttal megpróbálta a Vindex leverésére Rómában összegyűlt katonákkal és a praetorianusokkal császárrá emeltetni magát, ám a katonák meggyilkolták, Galba pedig elrendelte híveinek legyilkolását. Egy legiónyi szervezetlen katonával is össze kellett csapnia, akiket még Nero gyűjtött a fővárosba, és most jelvényeket és zsoldot követeltek.

## Galba uralkodása

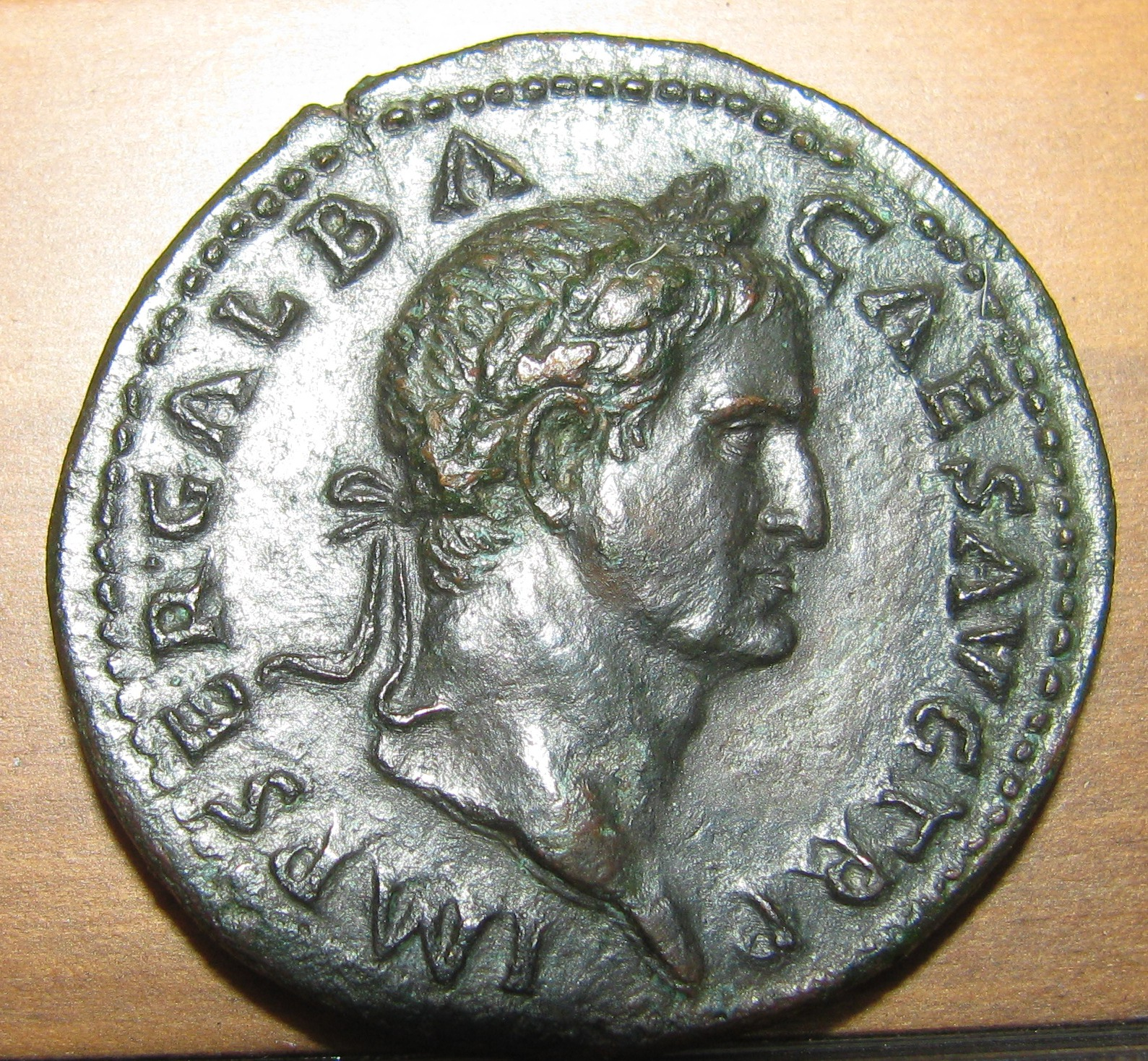
Galba római császár sestertius érméje.

Amikor októberben bevonult Rómába, Galbának még mindig volt egy ellenfele az africai Macer személyében, ám őt még ebben a hónapban meggyilkoltatta. Ezt követően azonban egyre romlott a helyzete, mivel Nero pazarlásait kijavítandó szigorú takarékossági intézkedéseket foganatosított, és tanácsadói (a consullá emelt Titus Vinius, a praefectus praetorio Cornelius Laco és Icellus, a szabadosa) is károsan befolyásolták. Ennek keretében sem a hadsereg Vindexet leverő katonái, sem a praetorianusok nem részesültek a várt pénzjutalomban. Ezzel azonban a saját bukását készítette elő. Január 1-jén a germaniai legiók megtagadták az engedelmességet, mire Galba adoptálta az előkelő, ám a katonaság berkeiben nem ismert Lucius Calpurnius Piso Frugi Licinianust. Az örökösválasztással azonban az addig őt támogató Otho számításait húzta keresztül, így ő gyorsan puccsot szervezett a praetorianusok körében, akik a megígért jutalom reményében január 15-én meggyilkolták Galbát és a Vesta templomában menedéket kereső Pisót.